# Пахотноугловский сельсовет
Пахотноугловский сельсовет — муниципальное образование со статусом сельского поселения в составе Бондарского района Тамбовской области Российской Федерации
Административный центр — село Пахотный Угол.

## История
В соответствии с Законом Тамбовской области от 17 сентября 2004 года № 232-З установлены границы муниципального образования и статус сельсовета как сельского поселения.

## Население
| 2010  | 2012  | 2013  | 2014  | 2015  | 2016  | 2017  |
| ----- | ----- | ----- | ----- | ----- | ----- | ----- |
| 1635  | ↘1547 | ↘1475 | ↘1427 | ↘1425 | ↘1299 | ↘1262 |
| 2018  | 2019  | 2020  | 2021  |       |       |       |
| ↘1218 | ↘1199 | ↘1143 | ↗1268 |       |       |       |

## Состав сельского поселения
| № | Населённый пункт              | Тип населённого пункта       | Население |
| - | ----------------------------- | ---------------------------- | --------- |
| 1 | Пахотноугловского лесничества | посёлок                      | ↘0        |
| 2 | Пахотный Угол                 | село, административный центр | ↘1199     |
| 3 | Первомайский                  | посёлок                      | ↘243      |
| 4 | Смольная Вершина              | деревня                      | ↘18       |
| 5 | Смольный                      | посёлок                      | ↘175      |
| 6 | Шишкино                       | деревня                      | →0        |